# Breckenridge, Minnesota
Breckenridge là một thành phố thuộc quận Wilkin, tiểu bang Minnesota, Hoa Kỳ. Năm 2010, dân số của thành phố này là 3386 người.

## Dân số
- Dân số năm 2000: 3559 người.
- Dân số năm 2010: 3386 người.